# Résolution 225 du Conseil de sécurité des Nations unies
Membres permanents
- Chine (Taïwan)
- États-Unis
- France
- Royaume-Uni
- URSS

Membres non permanents
- Argentine
- Bulgarie
- Jordanie
- Japon
- Mali
- Pays-Bas
- Nigeria
- Nouvelle-Zélande
- Ouganda
- Uruguay

Résolution no 224 Résolution no 226
La Résolution 225 est une résolution du Conseil de sécurité des Nations unies adoptée le 14 octobre 1966, dans sa 1306e séance, concernant le Lesotho et qui recommande à l'Assemblée générale des Nations unies d'admettre ce pays comme nouveau membre.

## Vote
La résolution a été approuvée à l'unanimité.

## Contexte historique
En 1966, le protectorat britannique du Basutoland devient un État indépendant connu sous le nom de Royaume du Lesotho.
Lors de cette même séance, le Botswana devient lui aussi un membre par la Résolution 224

## Texte
- Résolution 225 Sur fr.wikisource.org
- Résolution 225 Sur en.wikisource.org